# Afternoon in Bed
Afternoon in Bed è un EP dei The Bats pubblicato nel 1995 in Australia e in Nuova Zelanda dalla Flying Nun Records.

## Tracce
1. Afternoon In Bed
2. Consider It Sold
3. Got The Answer
4. On Your Side

## Musicisti
- Paul Kean (basso, voce)
- Malcolm Grant (batteria)
- Robert Scott (voce, chitarra)
- Kaye Woodward (voce, chitarra)